# Łyszkowice-Kolonia
Łyszkowice-Kolonia is een plaats in het Poolse district  Łowicki, woiwodschap Łódź. De plaats maakt deel uit van de gemeente Łyszkowice en telt 190 inwoners.